# 리징 (탁구 선수)
리징(광둥어: 李靜, 월병: Lei5 Zing6 레이징[*], 중국어 정체자: 李靜, 간체자: 李静, 병음: Lǐ Jìng, 한자음: 이정, 영어: Li Ching, 1975년 3월 7일~)은 홍콩의 탁구 선수이다. 2004년 하계 올림픽에서 고우라이작과 함께 남자 복식 은메달을 획득했다.